# 쓰시마 경비대
쓰시마 경비대(対馬警備隊 쓰시마 케이비다이[*], 영어: JGSDF Tsushima Area Security Force)는 쓰시마섬 경비를 위해 쓰시마 주둔지에 본부를 두고 주둔하고 있는 육상자위대의 독립부대이다. 제4사단 예하에 편성되어 있으며, 삵(살쾡이) 부대로도 알려져 있다.
일본군 시절, 1886년 12월 3일부터 1920년 8월 9일까지 육군에 같은 이름의 부대가 있었다. 나중에 쓰시마 요새사령부로 재편성되었고 일본군이 해체될 때까지 존재하였다.

## 역사
1962년 8월부터 제41보통과연대의 한개 중대가 파견되었다. 1979년 1월 9일, 자위대 군사력 증강계획에 따라 쓰시마 경비대의 신설이 승인되었다. 1980년 3월 25일에 창설되었다.
1989년 3월 24일, 보통과중대 소대가 3개에서 4개로 증강되고, 이를 위한 장비인 84 mm 무반동총 3개, 64식 81 mm 박격포 1문이 추가 보급되었다.
1994년 3월 28일, 본부중대에 대전차소대가 창설되었다.

## 편성
- 본부
- 본부중대 "対馬警-本"
  - 본부반
  - 대전차소대
  - 정보소대
  - 시설작업소대
  - 통신소대
  - 저격반
  - 위생반
- 보통과중대 "対馬警-普"
  - 중대 본부
  - 제1소총소대
  - 제2소총소대
  - 제3소총소대
  - 제4소총소대
  - 박격포소대
  - 저격반
- 후방지원대 "対馬警-後支"
  - 본부반
  - 정비소대
  - 보급소대
  - 관리소대 - 주둔지 관리업무 담당

## 장비
- 73식 소형 트럭
- 73식 중형 트럭
- 73식 대형 트럭
- 고마쓰 고기동차
- 고마쓰 경장갑기동차
- 일본 89식 소총
- FN 미니미
- 칼 구스타브 무반동총, 84 mm
- 01식 대전차유도탄
- 87식 대전차유도탄
- 79식 대전차유도탄
- 중거리 다목적 유도탄
- L16 81 mm 박격포
- 모리티어 120 mm 박격포

## 참고
1. ↑  “일 곧욕수종대창설 대마도엔 경비대도”. 1979년 1월 10일. 2016년 12월 18일에 확인함.

- “제2부 (1)쓰시마(対馬)를 지키는 현대의 방인(防人)”. 독도본부. 2011년 5월 30일. 2016년 12월 18일에 확인함.